# Championnat de France de baseball 2012
Navigation
2011 2013
Le Championnat de France de baseball de Division 1 2012 regroupe les huit meilleures équipes françaises de baseball. Les Huskies de Rouen sont les tenants du titre.
Les Chevaliers de Beaucaire, champions de Nationale 1 2011, sont les promus en 2012.
En cours de saison régulière, les équipes de D1 se retrouvent au Challenge de France 2012, une compétition qualificative à la Coupe d'Europe.
Pour la 9e fois et la 8e consécutive, les Huskies de Rouen remportent le Championnat de France avec une victoire 3-1 en série finale face aux Templiers de Sénart.
| \| Beaucaire Montpellier Paris Pessac Rouen Savigny Sénart Toulouse \| Localisation des clubs engagés dans le championnat. |
| Beaucaire Montpellier Paris Pessac Rouen Savigny Sénart Toulouse                                                           |

## Déroulement
La saison régulière se déroule sur 14 journées, soit 28 matches par équipe. Les six premiers de la saison régulière s'affrontent lors des séries éliminatoires. Le 3e affronte le 6e et le 4e le 5e au meilleur des cinq rencontres en 1/4 de finale. Les gagnants passent en demi-finale où ils affrontent les deux premiers de la saison (automatiquement qualifiés pour les 1/2). Les vainqueurs s'affrontent pour le titre dans une finale au meilleur des 5 matchs.
Pour la relégation, les 7e et 8e se rencontrent dans un match de maintien au meilleur des 5 matchs. Le perdant est relégué en 2e division, alors que le vainqueur doit affronter le finaliste de la Nationale 1 dans un match de barrage pour un maintien en 1re division.

## Clubs
Clubs de l'édition 2012 :
| Equipe                    | Ville                              | Stade                  | Capacité | Titres |
| ------------------------- | ---------------------------------- | ---------------------- | -------- | ------ |
| Chevaliers de Beaucaire   | Beaucaire (Gard)                   |                        |          | 0      |
| Barracudas de Montpellier | Montpellier (Hérault)              | Stade de Veyrassi      |          | 3      |
| Paris Université Club     | Paris                              | Stade Pershing         |          | 22     |
| Panthères de Pessac       | Pessac (Gironde)                   | Stade Romainville      |          | 0      |
| Huskies de Rouen          | Rouen (Seine-Maritime)             | Terrain Pierre Rolland |          | 8      |
| Lions de Savigny          | Savigny-sur-Orge (Essonne)         | Parc Jean-Moulin       |          | 5      |
| Templiers de Sénart       | Savigny-le-Temple (Seine-et-Marne) | Stade des Templiers    |          | 0      |
| Tigers de Toulouse        | Toulouse (Haute-Garonne)           | Stade Kandy-Nelson     |          | 0      |

## Saison régulière

### Matchs
| Résultats (▼dom., ►ext.)                                   | BEA       | MON      | PES       | PUC       | ROU       | SAV       | SEN       | STB       |
| Chevaliers de Beaucaire                                    |           | 2-3 4-9  | 4-3 2-9   | 3-21 3-10 | 9-16 1-16 | 1-11 2-8  | 3-11 1-11 | 6-3 4-5   |
| Barracudas de Montpellier                                  | 12-15 2-4 |          | 5-4 14-4  | 11-10 1-3 | 1-2 0-1   | 4-7 8-11  | 1-12 8-0  | 2-4 15-2  |
| Panthères de Pessac                                        | 9-13 7-1  | 2-0 8-6  |           | 1-12 0-3  | 0-13 0-3  | 0-10 2-12 | 5-6 2-7   | 5-4 5-9   |
| Paris UC                                                   | 14-1 5-2  | 7-4 3-1  | 13-5 11-1 |           | 3-7 2-12  | 2-0 2-1   | 7-14 4-7  | 6-2 2-5   |
| Huskies de Rouen                                           | 13-1 10-0 | 9-4 8-4  | 16-1 17-1 | 1-0 5-3   |           | 7-1 11-12 | 7-0 10-4  | 10-0 12-1 |
| Lions de Savigny                                           | 11-1 2-13 | 4-2 2-4  | 1-3 11-4  | 5-8 1-8   | 3-11 4-14 |           | 7-14 8-7  | 9-2 11-1  |
| Templiers de Sénart                                        | 9-3 14-2  | 3-0 12-6 | 10-0 8-6  | 1-8 9-3   | 1-3 3-2   | 6-5 3-1   |           | 13-6 8-9  |
| Tigers de Toulouse                                         | 3-6 10-7  | 5-2 3-12 | 0-2 9-6   | 0-1 12-11 | 1-7 3-9   | 9-8 4-15  | 7-8 7-4   |           |
| - Victoire à domicile - Match nul - Victoire à l'extérieur |           |          |           |           |           |           |           |           |

Source : ffbsc.org (fr)

### Classement
| Pl. | Équipe        | J  | V  | D  | %    |
| --- | ------------- | -- | -- | -- | ---- |
| 1   | Rouen (T) (C) | 28 | 26 | 2  | .929 |
| 2   | Sénart        | 28 | 20 | 8  | .714 |
| 3   | Paris UC      | 28 | 18 | 10 | .643 |
| 4   | Savigny       | 28 | 14 | 14 | .500 |
| 5   | Toulouse      | 28 | 11 | 17 | .393 |
| 6   | Montpellier   | 28 | 9  | 19 | .321 |
| 7   | Pessac        | 28 | 7  | 21 | .250 |
| 8   | Beaucaire (P) | 28 | 7  | 21 | .250 |

| Légende : Qualifications | Légende : Qualifications                                                                     |
| ------------------------ | -------------------------------------------------------------------------------------------- |
|                          | Qualification pour les 1/2 finales                                                           |
|                          | Qualification pour les 1/4 de finale                                                         |
|                          | Barrage pour la relégation en 2e division                                                    |
|                          | (T) : Tenant du titre (C) : Vainqueur du Challenge de France 2012 (P) : Promu de Nationale 1 |

### Statistiques individuelles
| Catégorie          | Joueur                  | Stat |
| Moyenne à la batte | Ethan Paquette (ROU)    | .488 |
| Points produits    | Ethan Paquette (ROU)    | 33   |
| Points produits    | Douglas Rodriguez (PUC) | 33   |
| Coups de circuit   | Ethan Paquette (ROU)    | 8    |
| Bases volées       | Phil Bauer (PUC)        | 25   |

| Catégorie                 | Joueur             | Stat |
| Moyenne de points mérités | Owen Ozanich (ROU) | 0.40 |
| Victoires                 | Chris Mezger (ROU) | 11   |
| Retraits sur prises       | James Murrey (PUC) | 138  |
| Sauvetages                | Thomas Meley (MPT) | 4    |
| Sauvetages                | Will Musson (PUC)  | 4    |

## Play-off
Les six premiers de la saison régulière sont qualifiés pour les play-off. Les barrages se jouent au meilleur des trois rencontres, les autres rencontres sont au meilleur des 5 matchs. En 1/4 de finale, 3 vs 6 et 4 vs 5. Les gagnants en demi-finale contre les deux premiers de la saison régulière. Les deux vainqueurs s'affrontent pour le titre.

### 1/4 de finale
| Match | Date       | Recevant    | Visiteur    | Score  |
| ----- | ---------- | ----------- | ----------- | ------ |
| 1     | 21 juillet | PUC         | Montpellier | 6 - 2  |
| 2     | 22 juillet | Montpellier | PUC         | 4 - 1  |
| 3     | 22 juillet | PUC         | Montpellier | 10 - 7 |

| Match | Date       | Recevant | Visiteur | Score  |
| ----- | ---------- | -------- | -------- | ------ |
| 1     | 21 juillet | Savigny  | Toulouse | 15 - 7 |
| 2     | 22 juillet | Toulouse | Savigny  | 2 - 10 |

### 1/2 finales et finale
Les 1/2 finales se joueront les week-ends des 28-29 juillet et 04-05 août. La finale se dispute les 11, 12, 18 et 19 août 2012.
| Match | Date       | Recevant | Visiteur | Score  |
| ----- | ---------- | -------- | -------- | ------ |
| 1     | 28 juillet | Savigny  | Rouen    | 0 - 10 |
| 2     | 29 juillet | Savigny  | Rouen    | 1 - 4  |
| 3     | 4-5 août   | Rouen    | Savigny  | 7 - 3  |

| Match | Date       | Recevant | Visiteur | Score |
| ----- | ---------- | -------- | -------- | ----- |
| 1     | 28 juillet | PUC      | Sénart   | 5 - 7 |
| 2     | 29 juillet | PUC      | Sénart   | 7 - 6 |
| 3     | 4-5 août   | Sénart   | PUC      | 7 - 2 |
| 4     | 4-5 août   | Sénart   | PUC      | 4 - 0 |

| Match | Date       | Recevant | Visiteur | Score  |
| ----- | ---------- | -------- | -------- | ------ |
| 1     | 11 août    | Sénart   | Rouen    | 6 - 4  |
| 2     | 12 août    | Sénart   | Rouen    | 1 - 5  |
| 3     | 18-19 août | Rouen    | Sénart   | 10 - 0 |
| 4     | 18-19 août | Rouen    | Sénart   | 12 - 8 |

* L'équipe avec l'avantage terrain en finale est celle qui est le mieux classée en saison régulière.

### Récompenses
Voici les joueurs récompensés à l'issue de la finale :
- MVP : Ethan Paquette (Rouen)
- Meilleur lanceur : Chris Mezger (Rouen)
- Meilleur frappeur : Ethan Paquette (Rouen)

## Play-down
Pessac déclare forfait pour les Plays-down et sera donc relégué en Division 2, Beaucaire finit septième et reste en D1 en raison du forfait de Dunkerque pour le barrage d'accession.

## Classement final
| Pl. | Équipe        |
| --- | ------------- |
| 1   | Rouen (T) (C) |
| 2   | Sénart        |
| 3   | PUC           |
| 4   | Savigny       |
| 5   | Toulouse      |
| 6   | Montpellier   |
| 7   | Beaucaire (P) |
| 8   | Pessac        |

| Légende : Qualifications et relégations | Légende : Qualifications et relégations                                                                 |
| --------------------------------------- | --- |
|                                         | Qualification pour la Coupe d'Europe A                                                                  |
|                                         | Qualification pour la Coupe d'Europe B                                                                  |
|                                         | Barrage de relégation en 2e division                                                                    |
|                                         | Relégation en 2e division                                                                               |
|                                         | (T) : Tenant du titre 2011 (C) : Vainqueur du Challenge de France 2012 (P) : Promu de deuxième division |